# Tornado de Ashby–Dalton de 2020
En la tarde del 8 de julio de 2020, un tornado violento y mortal azotó el área entre las ciudades de Ashby y Dalton, Minnesota. El Servicio Meteorológico Nacional en Grand Forks, Dakota del Norte, calificó los peores daños causados por el tornado EF4 en la Escala Fujita mejorada. El tornado también se utilizó como portada de la película de desastres de 2021 13 Minutes.

## Resumen de tornados

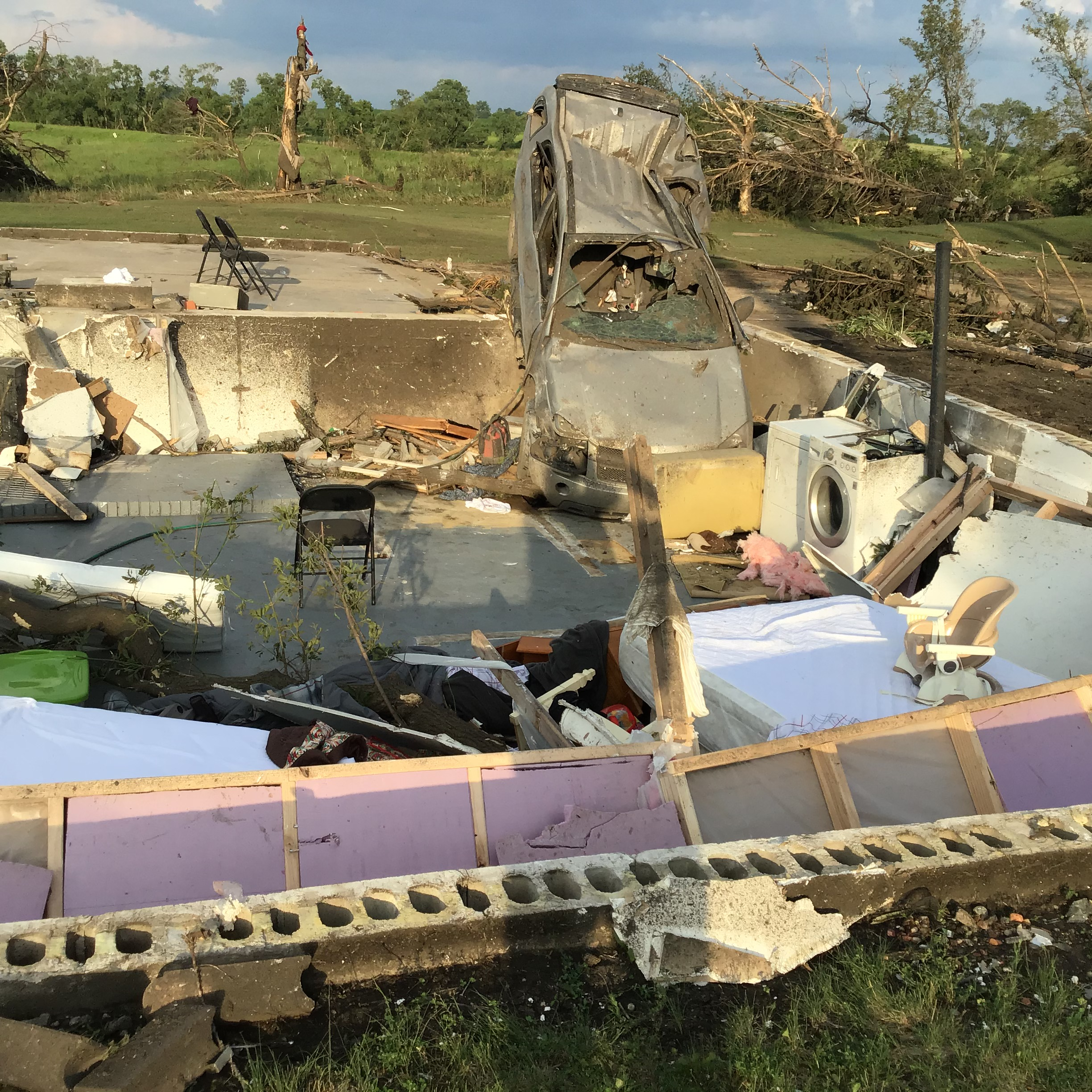
Árboles descortezados y daños importantes en una casa cerca de Dalton, Minnesota

El tornado aterrizó con una intensidad de EF0 a EF1, aproximadamente 6 millas (9,7 km) al oeste de Ashby, en Condado de Grant. El tornado inicialmente se movió hacia el sureste, antes de girar hacia el noreste. Después de viajar 2 millas (3,2 km), el tornado se intensificó al menos a una intensidad EF1 cuando entró en el Condado de Otter Tail, donde giró hacia el norte, antes de girar hacia el noreste. Mientras cruzaba la Interestatal 94, el tornado saltó sobre la interestatal, antes de aterrizar en el otro lado con intensidad EF2. Cuando el tornado cruzó la autopista 82, se intensificó rápidamente hasta alcanzar una intensidad extrema EF4. Aquí, un taller mecánico fue completamente destruido y arrasado de sus cimientos, matando a una persona. El Servicio Meteorológico Nacional calificó los daños al taller mecánico recién construido como EF4, con vientos estimados en 170 millas por hora (273,6 km/h). El tornado alcanzó su ancho máximo de 650 yardas (594,4 m) cuando cruzó la autopista 82. A medida que el tornado avanzaba hacia el noreste, destruyó y arrasó una granja rural a lo largo de la calle 120. Al cruzar CR117, el tornado produjo daños importantes a árboles y cultivos, con intensidades de EF2 a EF3. A medida que el tornado comenzó a disiparse, su movimiento se volvió errático, girando hacia el norte antes de girar hacia el este y luego nuevamente hacia el norte. Mientras se disipaba, el tornado mantuvo su intensidad, alcanzando potencialmente hasta una fuerza EF4, ya que provocó una profunda socavación del suelo. El tornado finalmente se disipó entre la calle 145 y CR12. En total, el tornado mató a una persona, hirió a otras dos y causó daños por más de $ 1,8 millones (2020 USD) a lo largo de su trayectoria 9 millas (14,5 km). El Servicio Meteorológico Nacional en Grand Forks, Dakota del Norte, declaró que no tenían planes de publicar indicadores de daños específicos, lo que significa que el único indicador de daños conocido para este tornado fue el daño EF4 al taller de maquinaria.
El tornado se destacó por ser fotogenético, y varios cazadores de tormentas le tomaron fotografías y vídeos. Debido a lo fotogenético que era el tornado, se utilizó como portada de la película de desastres de 2021 13 Minutes.